# Haldir (elf)
Haldir is een personage uit het fantasy-epos In de Ban van de Ring van J.R.R. Tolkien.
Hij is een Elf uit Lothlórien en heeft twee broers: Rumil en Orophin. De broers waren bewaarders van de grenzen van Lothlórien, en verzamelde soms nieuws uit de wereld over de vijand. Hij was tevens de enige die Westron kon spreken.

## Rol in het boek
Toen het Reisgenootschap van de Ring Lorien naderde, nam Haldir met hen contact, omdat hij de enige was die hun taal verstond. Hij verwelkomde het Reisgenootschap, maar had problemen met het feit dat Gimli een dwerg was. Hij stemde echter toe hem binnen te laten op voorwaarde dat hij een blinddoek droeg. Haldir leidde het Reisgenootschap naar Caras Galadhon, de hoofdstad van Lorien. Tijdens die tocht vertelde Merijn hem dat de Grijze Havens ten westen van de Gouw liggen. Toen ze aankwamen in Caras Galadhon verliet Haldir hen om terug de noordelijke grenzen te bewaken, behalve toen hij het Reisgenootschap naar hun boten op de Celebrant leidde.
Verder is er niets bekend over Haldirs activiteiten. Het is waarschijnlijk dat hij meedeed met het verdedigen van Lothlórien toen het werd aangevallen door de troepen van Dol Guldur. Als hij de slag overleefd heeft, zal hij waarschijnlijk met de rest van zijn volk naar het westen getrokken zijn.

## Rol in de film
In Peter Jacksons filmversie, The Lord of the Rings, werd de rol van Haldir aanzienlijk vergroot en leidde Haldir een regiment Galadhrim naar Helmsdiepte waar hij dapper meevocht tegen het leger van Saruman en stierf. Dit is een van de punten waar de films duidelijk van de boeken afwijken.
Haldir wordt in de film gespeeld door Craig Parker.